# کشک زرد
کشک زرد یا کشک سیستانی یک فراورده پروبیوتیک تخمیری لاکتیکی لبنی-غله ای و یکی از خوراک‌های محبوب سیستان است.
کشک زرد به‌عنوان یکی از بهترین و مقوی‌ترین غذاهای سنتی سیستان از گذشته‌های دور تا کنون رواج داشته و به عنوان غذایی لذیذ استفاده می‌شود.
کشک زرد گرچه در گذشته تنها در میان مردم سیستان رواج داشت اما رفته‌رفته با مهاجرت سیستانی‌ها و انتقال آن به مناطق دیگر این غذای لذیذ و مغذی مورد اقبال سایر هموطنان نیز قرار گرفت.
تیمور در فصل نهم کتاب منم تیمور جهان‌گشا هنگام عزیمت به سمت جنوب به کشک زرد اشاره داشته است:
دو روز بعد یک کاروان دیگر از شترداران وارد بادامشک شد کاروانیان بعد از اینکه شتران خود را رها کردند که بروند در صحرا خار بخورند، آتش افروختند و اطراف آتش سنگ نهادند و بعد از اینکه دود از بین رفت یک تشت بزرگ روی آتش قرار دادند و از یک خیک روغن بیرون آوردند و به اندازه نیم من سمرقند روغن در تشت ریختند و آنگاه مقداری کشک را که با آب کرده بودند با روغن مخلوط کردند بعد از اینکه مخلوط کشک و روغن بجوش آمد طشت را از روی آتش برداشتند و مقداری زیاد نان فطیر در آن خورد نمودند و مشغول خوردن شدند. من از غذا خوردن آنها که ۷ نفر بودند (پدر و ۶پسر) بودند در شگفت و حیرت می‌کردم که آن لقمه‌های بزرگ را چگونه بر دهان می‌بردند و فرومی‌دهند آنقدر اندام و غذا خوردن آنها عجیب بود که من نزد آنها رفتم واز پدر که ریشی بلند و سفید داشت پرسیدم شما اهل کجا هستید؟ آن مرد جواب داد ما اهل زابلستان هستیم.

## کشک زرد و اهمیت آن
مردم سیستان برای کشک زرد اهمیت خاصی قائل بودند به‌طوری که در هنگام غم و اندوه از پخت این غذا اجتناب می‌کردند و پخت آن را ناپسند می‌دانستند.
از آنجایی که تهیه مواد کشک زرد و ورز دادن آن کار سخت و مشکلی است مردم سیستان هر کار سختی را به ورز دادن کشک مثال می‌زنند.
ضرب‌المثل معروف در این زمینه است که می‌پرسند'چکارِ نی؟ و جواب می‌دهد: کشک وا م کَ نُو' (چه کاری انجام می‌دهد؟ کشک ورز می‌دهم)
این مثل کنایه است از انجام کاری پر زحمت که از روی نیاز و ناچاری باید انجام شود.

## خواص کشک زرد
این خوراک تهیه شده از بسیاری مواد مغذی و معدنی است و تأثیر مستقیم در دستگاه گوارش و هضم بالای غذا دارد.
خواص برخی مواد تشکیل‌دهنده کشک زرد شامل: سیر؛ کاهش فشارخون، پاک کننده و تصفیه کننده قوی، سپری مقاوم در مقابل تیروئید، دیفتری و سیاه‌سرفه و همچنین در پیشگیری از سرطان بسیار مؤثر است.
- زیره؛ منبع غنی املاح معدنی چون آهن، مس، کلسیم، پتاسیم، منگنز، منیزیوم و ضد باکتری است.
- تخم گشنیز؛ تقویت کننده معده، هضم راحت غذا، محرک قلب و نشاط آور است.
- زردچوبه؛ آنتی‌اکسیدان قوی، یکی از مؤثرترین مواد در جلوگیری از سرطانی شدن سلول‌های بدن است و همچنین افزایش انسولین و کاهش قند خون در بیماران دیابتی است.
- تخم شوید؛ کاهش‌دهنده چربی خون، منبع کلسیم، محافظ قوی در برابر رادیکال‌های آزاد بدن است.

مصرف کشک زرد علاوه براین به دلیل داشتن کالری زیاد، برای کسانی که ضعف‌های مکرر دارند مفید است و همچنین برای کسانی که دچار سرماخوردگی هستند یا از بیماری‌های یبوستی و کلیوی رنج می‌برند مؤثر است.
کشک زرد تقویت کننده حافظه و نشاط آور است و برای کسانی که فعالیت ذهنی و جسمی دارند به ویژه کودکان بسیار مفید است.
منبع غنی پروتئینی این محصول با توجه به در حال رشد بودن کودکان سبب شده که غذایی کامل برای آنها باشد، نقش صبحانه در هرم غذایی بسیار مهم است و کارشناسان بسیاری در خوردن این وعده غذایی تأکید دارند طبخ این خوراک در وعده صبحانه باعث رغبت فرزندان به خوردن صبحانه و تأثیر گذاری آن در سلامتی کودکان می‌شود.
جلوگیری از بیماری پوکی استخوان به دلیل داشتن کلسیم، وجود انواع ویتامین‌ها به ویژه ویتامین‌های گروه ب مانند نیاسین، پیردوکسین و اسید فولیک سبب برجسته بودن این خوراکی شده است.
کشک زرد غذایی آماده و همیشه در دسترس است که در کمتر از ۱۰ دقیقه پخته و آماده مصرف می‌شود و جایگزین مناسب برای غذاهای فست فودی و نامتعارف است.
کشک زرد بهترین غذای کمکی و قابل هضم برای کودکان بحساب می‌آید و بجای استفاده از انواع خوراکی‌های چون سلکا و مانند آن می‌توان از این خوراکی مفید استفاده کرد.
کشک زرد به دلیل داشتن غلات، مواد پروتئینی و ادویه جات متنوع و مفید از خاصیت انرژی زایی بسیاری برخوردار است.
کشک زرد حاوی سیر، زردچوبه و دانه‌های گیاهی فراوان و مفید است که این امر علاوه بر خاصیت دارویی باعث افزایش شیردهی مادران باردار و تنظیم دستگاه گوارش می‌شود.
در هر ۱۰۰ گرم کشک خشک ۱۲۰ کالری وجود دارد که از مواد غنی کالری محسوب می‌شود و برای کسانی که بدنبال وزن ایده‌آل هستند و همچنین ورزشکاران بسیار مفید است.

## نحوه تهیه و پخت کشک سیستانی
کشک زرد مخلوطی تخمیر و خشک شده از بلغور گندم، سیر، دانهٔ شوید، دانهٔ زیره، دانهٔ گشنیز، پودر زردچوبه، دوغ و مقداری نمک است.

### نحوه تهیه
نحوه تهیه این خوراک بدین گونه است که تمام این مواد را با یکدیگر مخلوط کرده و به مدت چند هفته در ظرفی نگهداری و روی آن را می‌پوشانند بگونه ای که هیچگونه منفذ هوا به درون آن نباشد و در طول مدت نگهداری فقط یک یا دو مرتبه روی آن را باز کرده و این مخلوط را ورز داده و جابه‌جا می‌کنند سپس در زمان مناسب ماده تخمیر شده را بیرون آورده و بر روی کیسه ای نخی پهن می‌کنند تا کاملاً خشک شود بعد از آن مرحله آرد کردن خمیر خشک شده که به صورت گلوله‌های کوچک و بزرگ زرد رنگ است می‌رسد.
این خمیرهای خشک باید آنقدر با دست به هم مالیده تا ریز شوند سپس مواد را الک کرده و محصول بدست آمده را درون کیسه‌های مخصوص که از قبل آماده شده بود می‌ریزند و هر وقت به میزان نیاز خود از آن برداشته و طبخ می‌کنند.
فرایند تهیه مواد اولیه کشک زرد کاری بسیار دشوار و زمان بر است و نیاز به همکاری تمام اعضای خانوده و صبر و حوصله بسیار دارد.

### طبخ و پخت کشک زرد
فرمول تهیه کشک زرد سیستانی طی سال‌های طولانی شکل گرفته و در زمان مصرف، ماده اولیه کشک را ابتدا در روغن حیوانی یا هر نوع روغن دیگر قدری تفت داده و سپس آب به آن اضافه می‌کنند البته برخی خانواده‌ها در زمان تفت دادن کشک مقداری رب گوجه به آن اضافه می‌کنند و تا زمان جوش آمدن و غلیظ شدن، باید دائماً آن را هم بزنند و در نهایت غذایی چون آبگوشت یا سوپ غلیظ آماده مصرف می‌شود.